# Szocialista Párt (Portugália)
A Szocialista Párt egy portugáliai balközép, szociáldemokrata  párt, amelyet 1973-ban hoztak létre az NSZK-ban található Bad Münstereifelben portugál emigránsok csoportja. A párt Portugália egyik legnagyobb politikai pártja, legfőbb riválisa a jobbközép Szociáldemokrata Párt.

## Története
A pártot 1973-ban alapítottak portugál emigránsok csoportja. A 27 alapító a Portugál Szocialista Cselekvés aktivistái voltak. Az aktivisták azért alapítottak pártot, hogy a szocializmus és a politikai szabadság képviselve legyen. Hitet tettek az osztályharc mellett, de a marxizmust elutasították. A párt akkori főtitkárának Mario Sóarest választották meg.
1974. április 25-én kirobbant Szegfűs forradalom ledöntötte az 1933 óta fennálló Estado Novo autoriter rezsimet. Ezzel egy időben visszaállították a demokráciát. A párt főtitkára Mário Soares franciaországi száműzetéséből tért vissza ezt követően Portugáliába. Ahol ő lett a külügyminiszter, António de Almeida Santos a párt másik tagja pedig a bíróságok közti koordinációért felelős miniszter lett az első Estado Novo utáni kormányban.
A forradalom után 1975-ben tartották 1925 után, 50 év után az első szabad választásokat, amelyek alkotmányozó választásnak is neveztek. A választást a szocialisták nyerték meg. Az 1976-os és 1979-es választásokat a szocialisták elvesztik.
1980-ban koalíciót kötött a párt a Republikánus és Szocialista Fronttal illetve a Baloldali Unió a Szociáldemokráciáért pártokkal, ám itt sem sikerült győzniük.  1983-as választáson győztek a szocialisták, de koalíciót kellett kötniük a jobbközép Szociáldemokrata Párttal,amivel létrehozták a Centrum Unióját. Ez a kormány megkezdte a tárgyalásokat Portugália csatlakozásáról az Európai Gazdasági Közösségbe.
A koalíció 1985-ben felbomlott és az az évi választáson az Aníbal Cavaco Silva vezette jobbközép Szociáldemokrata Párt győzött, a szocialisták vereséget szenvedtek, amit most Almeida Santos vezetett. A párt innentől kezdve 10 évig ellenzékben volt.
1995-ben a párt elnöke António Guterres volt, akivel a szocialisták megnyerték a választásokat.

### Guterres-kormány
A Gutteres-kormány alatt növelték a jóléti kiadásokat, valamint állami vállalatok privatizálását kezdték el. Így került magánkézbe a Portugal Telecom, az ország állami telekommunikációs vállalata, valamint az ország áramszolgáltatóját az Electricidade de Portugalt. 1998-ban Lisszabon adott otthont a világkiállításnak Expo'98 néven.